# 黄鹤洞跳蚤市场
黃鶴洞跳蚤市场是一个位于韩国首尔中区筆洞和黃鶴洞的跳蚤市场。它拥有500多个商店和摊位（数量接近东大门市场），提供诸如电子电器，服装产品和其他产品。这个市场也叫做独脚鬼市场(도깨비시장，即哥布林市场)。它位于清溪川和三一公寓后面。